# 梁山伯と祝英台 (ヴァイオリン協奏曲)
ヴァイオリン協奏曲「梁山伯と祝英台」（りょうざんぱくとしゅくえいだい、中:梁祝小提琴协奏曲、英語: The Butterfly Lovers Violin Concerto）は、中国の民間説話にある悲恋物語「梁山伯と祝英台」を題材として、何占豪と陳鋼が1958年に作曲したヴァイオリン協奏曲。曲が作られた当時、作曲者の2人はまだ上海音楽学院の学生であった。ピアノ協奏曲「黄河」とともに中国のクラシック音楽作品として代表的な曲の一つ。原作となった民間説話と同じく、しばし梁祝と略される。
1959年5月27日に、中華人民共和国成立十周年記念として、兪麗拿（Yu Li-na、中）のヴァイオリン独奏と樊承武が指揮する上海音楽学院の学生管弦楽団により、上海にて初演。演奏時間は約27分から28分。

## 概要
一般的な西洋音楽の作曲技法の基盤の上に、浙江省地域の戯曲（京劇などの中国の伝統演劇）である越劇『梁山伯与祝英台』（梁山伯と祝英台）の旋律、音楽形式を題材に作曲されている。後にピアノ用にも編曲、その他二胡や琵琶・高胡・笛子・柳琴・古筝独奏版、さらにコントラバス独奏への編曲（編曲者：魏詠蕎Yung-chiao Wei)などがある。
曲中には華やかな技巧的な部分と同時に、対照的な甘美な歌謡的部分が盛り込まれ、ポルタメントなどを多用した装飾的な旋律、嘆きの場面に長調を用いたり、中国の民族楽器の導入・奏法の模倣など、特徴的な作曲法が用いられている。

## 曲の構成・内容
全1楽章。導入部を伴った提示部と簡略化された再現部を持つ自由なソナタ形式であり、交響詩のように物語を描写して進む。独奏ヴァイオリンは祝英台をあらわし、曲中に出てくる独奏チェロは梁山伯をあらわす。
提示部は、のどかな江南の春を描く空虚五度の導入部から始まり、主部に入って独奏ヴァイオリンが第1主題を歌い始める（相愛）。カデンツァの後、4分の2拍子になり二人が共に学ぶ情景（同学）を現す第2主題を経て、提示部のコーダとなる叙情的な彼らの別れの場面 までが物語られる。
展開部に入り、力強い低音部と独奏ヴァイオリンが活躍する祝英台の結婚への抵抗（抗婚）の場となる。ここでは結婚を強いる封建的圧力と祝英台の対立と葛藤を描くが、前者の表現には主に低音楽器や金管楽器を用いて導入部の主題が、後者は第2主題が使われる。一旦、激しい曲調は収まり、提示部のコーダに似たヴァイオリンとチェロの静かな二重奏が2人の会合（楼台会）を表す。拍板などの民族打楽器を伴って再び速い曲調となり、祝英台の嘆きや怒りを込めて天に訴える場面（哭霊控訴）と彼女が梁山伯の墓へ身を投じる（投墳）場面までを物語り、短いカデンツァを交えながら、ここで曲の興奮は最高潮に達する。
再現部では、導入部と提示部の第1主題が穏やかに再現され、蝶への化身（化蝶）を奏でつつ曲は消え行くように終わる。